# EA Phenomic
EA Phenomic je proizvođač videoigara, sa sjedištem u Ingelheimu, Njemačka. Osnovan je 1997. kao Phenomic Game Development. Electronic Arts je tvrtku otkupio 23. kolovoza 2006.

## Videoigre
- Command & Conquer: Tiberium Alliances (2012)
- Spellforce 2: Faith in Destiny (2010)
- BattleForge (2009)
- Spellforce 2: Dragon Storm (2006)
- SpellForce 2: Shadow Wars (2006)
- SpellForce: Shadow of the Phoenix (2005)
- SpellForce: The Breath of Winter (2004)
- SpellForce: The Order of Dawn (2004)

## Vanjske poveznice
- Službena stranica
- Službena stranica Electronic Artsa